# Bunkpurugu-Yunyoo District
Der Bunkpurugu-Yunyoo District ist ein Distrikt der North East Region im Norden Ghanas und wurde 2004 vom East Mamprusi District abgetrennt. Der Distrikt hat eine gemeinsame Grenze mit dem benachbarten Togo.

## Bevölkerung
Der Distrikt hat eine sehr heterogene ethnische Zusammensetzung. Die größte Gruppe stellen die Bimobas, Konkombas und die Mamprusis. Daneben gibt es Mossi, Tallensi, Haussa, Fulbe, Dagombas und Tschokossi.

## Ortschaften im Distrikt
Von den 191 Gemeinden im Distrikt haben 5 mehr als 5000 Einwohner:
- Bunkpurugu
- Nakpanduri
- Binde
- Bimbagu
- Nasuan